# Ivar Schalin
Ivar Schalin, född den 29 december 1870 i Vittsjö församling, Kristianstads län, död den 27 juni 1935 i Nyköping, var en svensk ämbetsman. 
Schalin blev tillförordnad extra länsnotarie i Kristianstads län 1904, ordinarie länsnotarie där 1913 och länsassessor 1917. Han var landssekreterare i Södermanlands län från 1927 till sin död. Schalin blev riddare av Vasaorden 1923 och  av Nordstjärneorden 1932. Han vilar på Vittsjö kyrkogård.